# شهرستان هندیجان
شهرستان هندیجان یکی از شهرستانهای استان خوزستان است. مرکز این شهرستان، شهر هندیجان است.

## جمعیت
این شهرستان در سال ۱۳۸۵، تعداد ۴۹/۷۲۴ نفر جمعیت داشته‌است.
این شهرستان، بنابرآنچه در نتایج آمارگیری سرشماری سال ۱۳۹۵ کل کشور آمده‌است، بر حسب بخش، شهر، دهستان و روستا به شرح زیر است:

## مردم‌شناسی

### مردم
بیشتر مردمان ماهشهر از اقوام مختلف لُر، عرب، قنواتی و طایفه‌های وابسته هستند. جمعیت نسبتا زیادی از عرب و عجم که به سبب جنگ تحمیلی ناچار به ترک خانه و کاشانه خود شدند به این دیار آمدند و سکنی گزیدند. از طایفه‌های بزرگ هندیجان می‌توان به طایفه‌های عبادی شعبانی بحرکانی حیاتی و چاروسایی اشاره کرد.

### زبان
گویش هندیجانی از گویش‌های رایج در استان خوزستان است که اکثریت قریب به اتفاق مردم شهرستان هندیجان به آن صحبت می‌کنند. از نظر رده شناسی، گویش هندیجانی گویشی متعلق به خانواده زبان‌های ایرانی نو غربی می‌باشد و  به‌دلیل وجوه اشتراک فراوانی که با گویش‌های لری دارد، یکی از گونه‌های آن به شمار می آید. گویش هندیجانی به گویشهای ماهشهری، بختیاری و حتی گویش بندر دیلم و بندر گناوه نزدیک است. در روستاهای بسیاری مردم به سایرگویش‌هایی از لری و عربی خوزستان نیز سخن می گویند و همچنین فارسی معیار نیز به عنوان زبان رسمی کشور ایران رواج دارد.
- بخش چم خلف عیسی
  - دهستان چم خلف عیسی
  - دهستان سورین
    - شهر زهره
- بخش مرکزی شهرستان هندیجان
  - دهستان هندیجان شرقی
  - دهستان هندیجان غربی
    - شهر هندیجان